# Idaea troglodytaria
Idaea troglodytaria là một loài bướm đêm trong họ Geometridae.